# Penicillium rubrum
Penicillium rubrum är en svampart som beskrevs av Sopp 1904. Penicillium rubrum ingår i släktet Penicillium och familjen Trichocomaceae.   Inga underarter finns listade i Catalogue of Life.